# Neptis minor
Neptis minor är en fjärilsart som beskrevs av Gussich 1917. Neptis minor ingår i släktet Neptis och familjen praktfjärilar. Inga underarter finns listade i Catalogue of Life.